# Globba candida
Globba candida är en enhjärtbladig växtart som beskrevs av François Gagnepain. Globba candida ingår i släktet Globba och familjen Zingiberaceae. Inga underarter finns listade i Catalogue of Life.